# 엑설런트 어드벤쳐 3
《엑설런트 어드벤쳐 3》(Bill & Ted Face the Music)는 미국에서 제작된 딘 패리소트 감독의 2020년 코미디, 모험 영화이다. 키아누 리브스 등이 주연으로 출연하였고 스콧 크루프 등이 제작에 참여하였다. 빌 앤드 테드 시리즈의 세 번째 영화이자 마지막 영화이며 1991년 개봉된 엑설런드 어드벤쳐 2의 후속작이다.
대본은 2010년 초에 가닥을 잡았으나 제작 거래가 2018년 들어서야 확정되었다. 촬영은 2019년 7월 1일 시작되었다.
2020년 8월 28일 미국에서 극장 및 프리미엄 VOD를 통해(United Artists Releasing을 통해) 동시 개봉되었다. 비평가들로부터 대체적으로 긍정적인 평가를 받았다.

## 출연

### 주연
- 키아누 리브스
- 알렉스 윈터
- 사마라 위빙
- 브리젯 런디-페인

### 조연
- 윌리암 새들러
- 할 랜든 주니어
- 키드 커디
- 벡 베넷
- 제이마 메이스

## 기타
- 미술: 멜라니 존스
- 세트: 셀리나 반 덴 브린크
- 의상: 제니퍼 스타직
- 배역: 니콜 아벨레라
- 배역: 진 맥칼디
- 배역: 레슬리 우